# Augustin Prescher
Augustin Prescher (* 29. August 1593 in Lommatzsch; † 29. November 1675 in Kötzschenbroda, heute Radebeul) war ein sächsischer Pfarrer und Gastgeber der Verhandlungen zum Waffenstillstand von Kötzschenbroda zwischen Sachsen und Schweden im Dreißigjährigen Krieg.

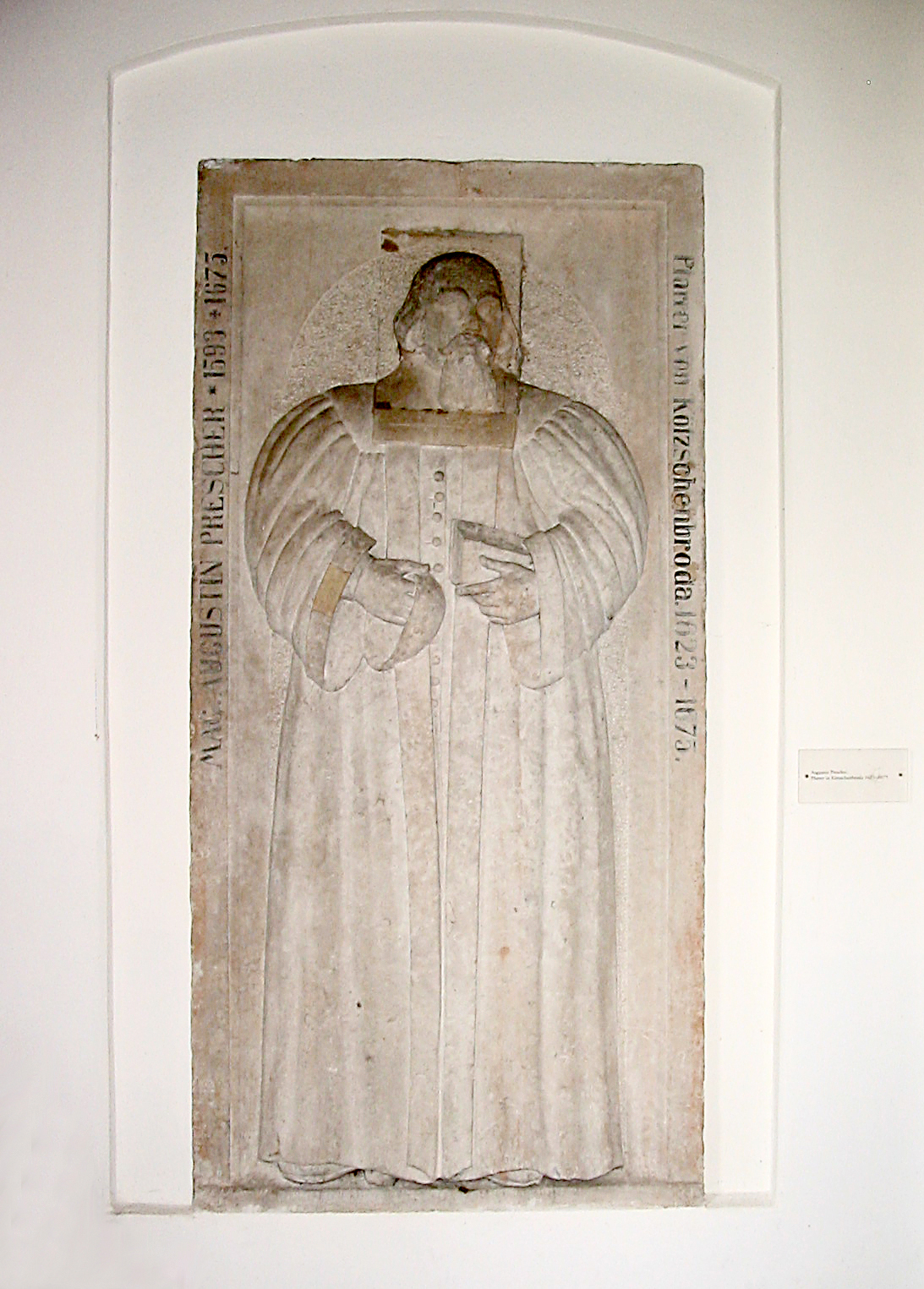
Grabplatte von Prescher, heute im Eingang der Friedenskirche

## Leben
Prescher wurde in Lommatzsch als Sohn des dortigen Bürgermeisters Jacob Prescher geboren. Nach seiner Schulzeit in der Fürstlichen Landesschule St. Afra in Meißen studierte er zwischen 1615 und 1620 an der Universität Leipzig Theologie, 1621 erhielt er dort den akademischen Grad eines Magisters. Im gleichen Jahr erhielt er seine erste Pfarrstelle im sächsischen Obergruna im heutigen Landkreis Mittelsachsen.
Prescher heiratete eine Tochter des Johann Hestius (1554–1632), der zunächst Prediger in Unkersdorf war und ab 1598 Pfarrer an der Dreikönigskirche Dresden, und Schwester des Kantors, Vizekapellmeisters der Dresdner Hofkapelle und späteren Pastors Zacharias Hestius. 1623 wurde Prescher zum Pfarrer an die Kirche zu Kötzschenbroda berufen, wo er 52 Jahre bleiben sollte. Damit wurde er Nachfolger seines Schwagers Christopher Bulaeus, der eine Schwester von Preschers Ehefrau geheiratet hatte und Vater des Theologen Christophorus Bulaeus war.
Während des Dreißigjährigen Kriegs wurde am 14. März 1637 durch Soldaten des schwedischen Feldmarschalls Johan Banér die Kirche sowie fast der ganze Ort zerstört. Unter der Leitung von Prescher begann sofort der Wiederaufbau von Kirche und Pfarrhaus, der fast 20 Jahre dauern sollte. Nach Abschluss der Arbeiten, die er 1656 in einer Denkschrift dokumentierte, hatte die Kirche eine neue Orgel, vier Glocken und eine Uhr.
In dieser Zeit wurde er Gastgeber der sächsisch-schwedischen Verhandlungen zum Waffenstillstand von Kötzschenbroda im Pfarrhaus der Kirche, der am 27. August 1645 (6. September nach dem 1700 in Sachsen eingeführten gregorianischen Kalender) am „Schwedentisch“ von den Bevollmächtigten des sächsischen Kurfürsten Johann Georg I. und des schwedischen Generals Lennart Torstensson unterzeichnet wurde.
Prescher besaß mehrere Weinberge und weiteren Grundbesitz in der Lößnitz.
Prescher starb am 29. November 1675 in Kötzschenbroda. Sein Grabstein steht heute im Eingang der Kirche, nachdem er um 1900 umrahmt von den beiden Figuren der Figurengruppe Chronos und die Trauernde draußen gestanden hatte. Eine Hostiendose und eine Kanne für Abendmahlswein „beides von seiner Frau gestiftet“ sind heute noch im Besitz der Friedenskirch-Gemeinde.